# 突尼西亞武裝部隊
突尼西亞武裝部隊 是由突尼西亞陸軍、突尼西亞海軍以及突尼西亞空軍組成的武裝部隊，截至2008年為止，突尼西亞陸軍約有27,000名人員並且配備有84輛主力坦克和48輛輕型坦克，而海軍則約有4,800名人員並且配備有25艘巡邏艇和6艘各式功能艦艇，而空軍則有4,000名人員並且備配27架作戰飛機和43架直升機。另外在準軍事部隊方面，突尼西亞還招募了12,000名人員組成國民衛隊。突尼西亞曾經多次派遣部隊參與聯合國的維持和平行動，其中前往的國家包括有剛果民主共和國、衣索比亞、厄利垂亞、柬埔寨、納米比亞、索馬利亞、盧安達以及蒲隆地等國家。

## 資料來源
1. ↑  James Hackett. . 英國倫敦: Routledge. 2008年2月5日. ISBN 978-1857434613 （英语）.
2. ↑  . Encyclopedia of the Nations.   [2013年8月6日]. （原始内容存档于2021年2月26日） （英语）.

## 外部來源
- （阿拉伯文） الاستقبال （页面存档备份，存于）
- （英文） Tunisia（页面存档备份，存于）